# Dades semiestructurades
Les dades semiestructurades són una forma de dades estructurades que no obeeix l'estructura tabular dels models de dades associats a bases de dades relacionals o altres formes de taules de dades, però que, tanmateix, conté etiquetes o altres marcadors per separar elements semàntics i fer complir les jerarquies de registres. i camps dins de les dades. Per tant, també es coneix com a estructura d'autodescripció.
En les dades semiestructurades, les entitats que pertanyen a la mateixa classe poden tenir atributs diferents encara que estiguin agrupades, i l'ordre dels atributs no és important.
Les dades semiestructurades s'estan produint cada cop més des de l'arribada d'Internet, on els documents de text complet i les bases de dades ja no són les úniques formes de dades, i les diferents aplicacions necessiten un mitjà per intercanviar informació. A les bases de dades orientades a objectes, sovint es troben dades semiestructurades.

## Tipus

### XML
XML, altres llenguatges de marques, correu electrònic i EDI són totes formes de dades semiestructurades. OEM (Model d'intercanvi d'objectes) es va crear abans de l'XML com a mitjà d'autodescriure una estructura de dades. XML s'ha popularitzat pels serveis web que es desenvolupen utilitzant els principis SOAP.
Alguns tipus de dades descrites aquí com a "semiestructurades", especialment XML, pateixen la impressió que són incapaços de rigor estructural al mateix nivell funcional que les taules i files relacionals. De fet, la visió de l'XML com a inherentment semiestructurat (anteriorment s'anomenava "no estructurat") ha perjudicat el seu ús per a una àmplia gamma d'aplicacions centrades en dades. Fins i tot els documents, que normalment es consideren l'epítom de la semiestructura, es poden dissenyar pràcticament amb el mateix rigor que l'esquema de la base de dades, imposat per l'esquema XML i processat per programes de programari comercials i personalitzats sense reduir la seva usabilitat per part dels lectors humans.
Tenint en compte aquest fet, es podria dir que XML té una "estructura flexible" capaç d'un flux i jerarquia centrats en l'home, així com una estructura d'elements molt rigorosa i una tipificació de dades.

### JSON
JSON o JavaScript Object Notation, és un format estàndard obert que utilitza text llegible per humans per transmetre objectes de dades que consisteixen en parells atribut-valor. S'utilitza principalment per transmetre dades entre un servidor i una aplicació web, com a alternativa a XML. JSON s'ha popularitzat pels serveis web desenvolupats utilitzant els principis REST.
Hi ha una nova generació de bases de dades com MongoDB i Couchbase que emmagatzemen dades de forma nativa en format JSON, aprofitant els avantatges de l'arquitectura de dades semiestructurades.